# Серафим (Кинов)
Митрополит Серафим (в миру Златан Груев Кинов; 14 октября 1819, Пирдоп — 11 августа 1896, Сливен) — епископ Болгарской православной церкви, митрополит Сливенский.

## Биография
Начальное образование получил в Пирдопе, затем окончил духовное училище в Свиштове. Был преподавателем в родном городе, а затем в Пловдиве.
В 1853 году был рукоположён во пресвитера. Будучи активным борцом за церковную независимость, вместе с прихожанами в том же году завладел церковью Пресвятой Богородицы в Пловдиве.
Овдовел в 1869 году, принял монашество и возведён в сан архимандрита.
В 1869—1872 годы — настоятель церковной общины в городе Татар-Пазарджик.
Автор сочинений на церковную тематику. Занимался и переводческой деятельностью, сотрудничал и редактировал ряд болгарских возрожденческих изданий.
25 мая 1872 году на вдовствующие кафедры были назначены будущие митрополиты, в числе них был архимандрит Серафим, избранный на Сливенскую митрополию. 28 июня 1872 года турецкое правительство издало бераты для вновь назначенных болгарских митрополитов. Был рукоположён в сан титулярного епископа Величского, управляющего Сливенской митрополией, а 30 апреля 1873 года назначен митрополитом вышеупомянутой митрополии. Из-за трудностей церковно-административного характера только 3 июня торжественно прибыл в Сливен.
В 1876 году, после Апрельского восстания, он смог спасти Сливен от участи села Бояджик (ныне Ямбольская область), которое после подавления восстания было сожжено до основания. Митрополит Серафим описывал в письме к Экзарху Иосифу І турецкие бесчинства во вверенной ему епархии. В письме князю Черкязки от 24 января 1878 года он выступал за освобождение болгарских заключённых в городе Боло в Малой Азии и был известен самоотверженной деятельностью по защите паствы от турецких зверств во время восстания.
Деятельно помогал русским войскам во время Освободительной войны.
25 октября 1878 года был инициатором создания первого общества Красного креста в Болгарии и стал его первым председателем.
После освобождения был избран первым кметом Сливена.
Скончался 11 августа 1896 года и погребён в Сливене.

## Сочинения
- Изяснения на неделнити и празнични евангелия. /Прев. от руски Зл. Г. Кинов/. Цариград, п-ца на Тадея Дивичияна, 1857. 225 с.
- «Православно нравствено богословие», Сливен, 1884 г., печ. В-к «Българско знаме».